# 中心咬合位
中心咬合位（ちゅうしんこうごうい、英: Centric occlusion）とは、咬頭嵌合位と同義語である。

## 概要
中心咬合位すなわち咬頭嵌合位は、上下顎の歯列が最も多くの部位で接触し、安定した状態にあるときの上下顎の位置関係である。中心咬合位は、咬頭嵌合位とまったく同じ意味の歯科専門用語である。しかし、「中心咬合位」は「中心位」と混同して使用する研究者が存在することから、できるだけ咬頭嵌合位を使用するとされている。